# وین (آلاباما)
وین (به انگلیسی: Vienna) یک منطقهٔ مسکونی در ایالات متحده آمریکا است که در شهرستان پیکنز، آلاباما واقع شده‌است. وین ۴۲٫۹۸ متر بالاتر از سطح دریا واقع شده‌است.